# Flaga obwodu irkuckiego
Flaga obwodu irkuckiego (NHR:193) w obecnym kształcie została przyjęta przez Zgromadzenie Ustawodawcze Obwodu Irkuckiego dnia 25 czerwca 1997 i zatwierdzona przez gubernatora 16 lipca tegoż roku. Poprzednia flaga (z 24 października 1996 r.) została zmieniona ponieważ była podobna do flagi Kazachstanu.
W środku flagi znajduje się biały pas (symbolizujący czystości, dobra, skromności), na którym umieszczone jest godło z herbu Irkucka (babr trzymający w zębach sobola), otoczony wieńcem z gałęzi cyprysu (limby syberyjskiej). Z obydwu stron otaczają go błękitne pasy (symbolizujące: wodę - w tym jezioro Bajkał).